# Nissan Silvia
O Nissan Silvia é um coupé esportivo criado pela Nissan. A primeira apresentação do Nissan Silvia ocorreu no Tokyo Motor Show, em setembro de 1964. O modelo apresentado, foi feito a mão, baseado no Fairlady. Esse modelo, o Nissan Silvia CSP311, foi produzido até 1968, com apenas 554 exemplares produzidos. Depois foi produzido o modelo S10, o primeiro Silvia, sobre a plataforma "S". Logo depois vieram os modelos S110 e S12.
Entre 1988 e 1989, foi criado o Silvia S13, que se tornou extremamente popular no Japão. Até 1990 era equipado com os motores CA18DE e CA18DET, do antigo S12. Com a adição de um intercooler no CA18DET, conseguiu-se um aumento de potência. Porém, somente o modelo de 1991 começou a vir equipado com os motores SR20DE e SR20DET, com isso se conseguiu um ganho de potência e torque/binário bem expressivo em relação aos antigos. O S13 foi produzido até 1993. Em 1998 ele reapareceu, como uma variante, que era uma mistura de 180SX com a frente de um Silvia S13, produzido pela Kid's Heart, e foi chamado pela Nissan de Sileighty. Esta mudança teve início entre os entusiastas japoneses que começaram a fazer essa modificação em seus 180SX.

## Galeria
- Primeira geração (1965-1968)
- Segunda geração (1979-1983)
- Terceria geração (1983-1989)
- Quarta geração (1989-1994)
- Quinta geração (1993-1998)
- Sexta geração (1999-2002)
- Super silhouette formula